# 李海涛 (1963年)
李海涛（1963年9月—），男，汉族，黑龙江巴彦人，中华人民共和国政治人物。黑龙江八一农垦大学农经系财会专业毕业，哈尔滨工业大学经济与管理学院管理科学与工程专业在职研究生学历，管理学博士学位。第十三届全国人大代表。

## 生平
1980年9月，在黑龙江八一农垦大学农经系财会专业学习。1984年7月毕业，8月参加工作，分配到黑龙江省计划委员会，任国土办科员。1989年2月加入中国共产党。1990年3月，任黑龙江省经济委员会综合处科员。1992年5月，任黑龙江省经济贸易委员会办公室副主任科员、主任科员。
1996年6月，任黑龙江省经贸委办公室副主任。1997年4月，任黑龙江省经贸委财政金融处副处长、处长（其间：1996年9月至1998年7月，在中国社会科学院财政学专业在职硕士研究生课程班学习）。2000年6月，任黑龙江省经贸委扭亏增盈办主任。
2000年8月，任黑龙江省经贸委副主任、党组成员。2003年12月，任黑龙江省经委副主任、党组成员。2004年10月，任中共佳木斯市委副书记、代市长、市长（其间：2005年6月至2007年6月，在哈尔滨工业大学管理学院工商管理专业学习，获高级工商管理硕士学位）。2010年2月，任中共大兴安岭地委书记。2011年4月，任黑龙江省人民政府秘书长、党组成员。
2013年12月，任中共黑龙江省委秘书长，2014年1月升任省委常委。2016年4月，黑龙江省人大常委会官网发布省人大常委会第十二届人民代表大会常务委员会第二十五次会议任免名单，决定任命李海涛为省人民政府副省长。2016年5月，兼任省政府党组副书记、省国资委党委书记。2017年6月，不再兼任省政府国资委党委书记。同年9月，兼任省委军民融合发展委员会办公室主任。2018年2月24日，当选为第十三届全国人大代表。
2022年1月，当选为黑龙江省政协副主席。同年5月，不再担任中共黑龙江省委常委。翌年9月，李海涛因为涉嫌严重违法违纪，接受中央纪委国家监委纪律审查和监察调查。
2025年1月，李海涛涉嫌受贿一案由国家监察委员会调查终结，经最高人民检察院依法指定，由江苏省无锡市人民检察院向无锡市中级人民法院提起公诉。